# Infundibuloma
L'infundibuloma è un tumore annessiale benigno dell'infundibolo follicolare o dell'istmo.

## Epidemiologia
È un tumore raro. Colpisce prevalentemente gli anziani tra i 60-80 anni. Le donne sono più colpite degli uomini.

## Istologia
Si riscontra una proliferazione orizzontale di piccole cellule basaloidi scure, poligonali, dal citoplasma chiaro con palizzate periferiche nel derma superficiale connesse all'epidermide. Vi può essere differenziazione sebacea, in tal caso la lesione prende il nome di "epitelioma superficiale con differenziazione sebacea".

## Clinica
Si presenta come un nodulo irregolare bianco-rosato singolo di aspetto aspecifico dal diametro massimo di alcuni centimetri. Nella forma eruttiva le lesioni sono multiple. Si localizza prevalentemente al viso.
È talvolta associato alla sindrome di Cowden, al carcinoma basocellulare e al carcinoma squamocellulare.

## Diagnosi
Si basa sull'esame obiettivo e sull'esame istopatologico della lesione in seguito a punch biopsia.
La diagnosi differenziale è principalmente con il carcinoma basocellulare e con il trichilemmoma.

## Trattamento
La lesione necessita di escissione chirurgica.

## Prognosi
Si tratta di una lesione benigna.